# Brachylomia bistigmata
Brachylomia bistigmata är en fjärilsart som beskrevs av Charles Joseph de Villers. Brachylomia bistigmata ingår i släktet Brachylomia och familjen nattflyn. Inga underarter finns listade i Catalogue of Life.